# Giuseppe Merisi
Giuseppe Merisi, né le 25 septembre 1938 à Treviglio dans la province de Bergame en Italie, est un évêque catholique italien, évêque émérite de Lodi depuis août 2014.

## Biographie
Giuseppe Merisi est né le 25 septembre 1938 à Treviglio près de Bergame dans l'archidiocèse de Milan de Charles et Maria Victorine Ferrari et est l’aîné de neuf frères et sœurs. Il fait ses études ecclésiastiques au séminaire de Venegono Inferiore et est ordonné prêtre le 27 février 1971.

### Évêque
Nommé évêque auxiliaire de Milan en 1995, il est consacré des mains du cardinal Carlo Maria Martini, archevêque de Milan. 
Nommé évêque de Lodi le 14 novembre 2005, il est accueilli dans sa nouvelle cathédrale le 17 décembre 2005.
Le 18 janvier 2009 il concélèbre avec le cardinal Angelo Bagnasco une messe pour les 1 600 ans de la mort de saint Bassiano, patron de la ville et du diocèse de Lodi.
Le pape accepte sa démission le 26 août 2014.

### Devise épiscopale
« Vos autem amicos dixi » (« je vous ai appelés amis ») (d'après Jn, 15, 15).

## Autres images

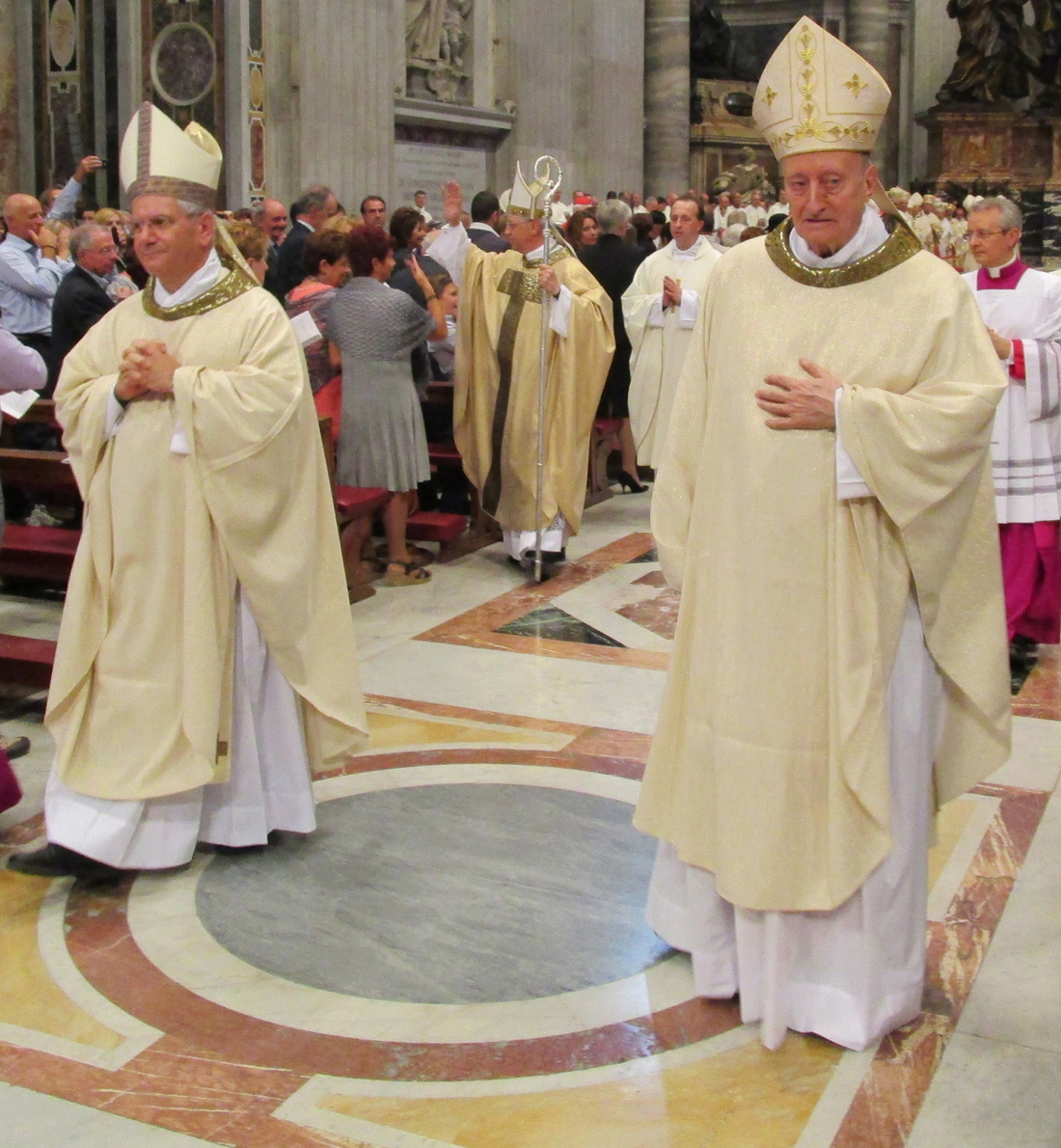
Mgr Merisi, à droite, à la consécration épiscopale de Mgr Malvestiti le 11 octobre 2014. À gauche, Mgr Beschi.